# Malpaís (geomorfología)

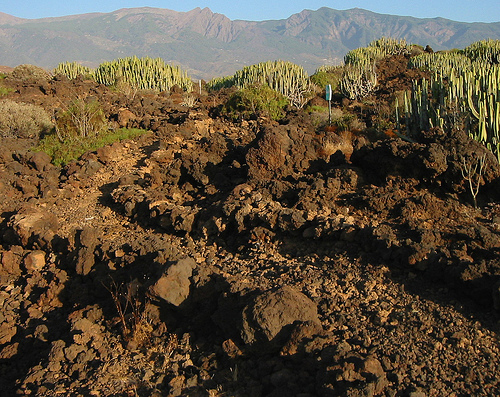
Malpaís de Güímar en Tenerife, España.

Un malpaís,  en geomorfología, es un accidente del relieve caracterizado por la presencia de rocas poco erosionadas (aunque se distingue entre el malpaís viejo, más erosionado, y el nuevo, menos) de origen volcánico, en un ambiente árido. Describe muchas áreas a lo largo del mundo, pero está asociado con el suroeste de los Estados Unidos, a causa de la presencia de colonos españoles que dieron a ese paisaje su nombre (que se conserva aún en inglés). Aunque un malpaís  puede parecerse a los páramos que se forman por la erosión de las rocas sedimentarias en el mismo entorno, un malpaís se produce solo en un campo volcánico.
Los malpaíses presentan los flujos de lava reconocibles, conos volcánicos, y otras formaciones como tubos volcánicos colapsados. Son áreas difíciles de atravesar, e inútiles para la agricultura. En estas zonas la vegetación es limitada, por escasez de tierra.
En España, el Malpaís de Güímar y la reserva natural especial del Malpaís de la Rasca son ejemplos de este tipo de accidente en las islas Canarias. El Monumento Nacional El Malpaís (El Malpais National Monument), al sur de Grants, Nuevo México, es un ejemplo de este accidente  geográfico.  El  Carrizozo Malpaís, cerca de la Jornada del Muerto es otro ejemplo en Nuevo México.

## Etimología
En inglés, malpaís es un préstamo lingüístico del español, siendo de uso generalizado en el suroeste de los Estados Unidos. En España son más utilizados para significar «tierra mala» o áreas inutilizables, los términos tierras baldías o cárcava, en zonas no volcánicas. En cambio, en las islas Canarias es frecuente la denominación malpaís o «picón».